# Catherine Corbett

Catherine Corbett

Catherine Isobel Ida Corbett, geborene Vans Agnew (* 12. Mai 1869 in Ootacamund, Madras, Britisch-Indien; † 8. Mai 1950 in Bramley, Surrey) war eine britische Suffragette.

## Leben
Corbett war das vierte von sechs Kindern von Rosa Coppard Wilson und George Vans Agnew, einem Beamten des Indian Civil Service gebürtig aus dem Wigtownshire. Sie hatte drei ältere Brüder, Robert (1865–1931), Patrick (1867–1929) und Frank (1868–1955), sowie zwei jüngere Geschwister, Ernest (1871–1957) und Violet (1873–1929). Die Familie kehrte 1872 nach England zurück und wurde bei der Volkszählung 1881 in Kensington, London, registriert.
Corbett wurde als eine „große, dunkle und gut aussehende Dame“ beschrieben. Sie heiratete Frank Corbett am 22. Oktober 1895 und wurde 1912 wieder Witwe.
Über ihre Schwägerin Margery Corbett kam sie in Kontakt mit der National Union of Women Suffrage Societies (NUWSS). Corbett wurde aber durch den mangelnden Erfolg der NUWSS desillusioniert und schloss sich 1907 oder 1908 der militanteren Women’s Social and Political Union (WSPU) unter Führung von Emmeline Pankhurst an.
Corbett nahm an mehreren Demonstrationen teil, und am 24. Februar 1909 wurde sie beim Versuch, Premierminister H. H. Asquith anzugehen, verhaftet, worüber selbst in Los Angeles berichtet wurde. Sie und andere Beteiligte verbüßten eine vierwöchige Haftstrafe wegen Behinderung. Während ihrer Zeit im Gefängnis trat sie in den Hungerstreik. Corbett wurde zusammen mit Constance Bulwer-Lytton, Una Duval, Mary Allen, Sarah Carwin und Helen Kirkpatrick Watts am 24. März aus dem Gefängnis entlassen und sie wurden von einer großen Abordnung, angeführt von Christabel Pankhurst und Annie Kenney, empfangen.
Corbett war Teil der Gruppe von Suffragetten unter der Leitung von Jessie Kenney, zu der auch Vera Wentworth, Mary Phillips und Elsie Howey gehörten, die den Premierminister erneut angingen. Am 28. April 1909 sprachen Corbett und Olive Fargus, Tochter eines Anwalts, Asquith an, als er eine Sitzung in Whitehall verließ. Corbett erzählte einem Journalisten, dass Asquith „ein wenig überrascht und zurückhaltend war, aber keine Abneigung zeigte“. Allerdings hätte er auch gesagt: „Ich denke, Sie sind sehr dumm.“ Das Museum of London besitzt ein Foto, auf dem diese Frauen zusammen mit dem Premierminister in der Downing Street spazieren gehen.
Später im selben Jahr störte Corbett in Dundee zusammen mit Adela Pankhurst, Maud Joachim, Helen Archdale und Laura Evans sowie zwei Männern aus Dundee, Owen Clark und William Carr, die ihre Sache unterstützten, eine Veranstaltung von Winston Churchill in der Kinnaird Hall. Corbett und Archdale sorgten für Aufsehen, indem sie aus einer Straßenbahn sprangen und Leute aus der Umgebung zusammenriefen, um die Barrikaden um das Gebäude zu „stürmen“, wobei sie die Farben der WSPU schwenkten und „Votes for Women“ riefen. Der Aufruhr, an dem sich Passanten beteiligten, dauerte drei Stunden und zog berittene Polizisten an, die die Demonstranten mit Schlagstöcken in einen Keller sperren mussten. Corbett lobte die Demonstranten. Churchill wurde im Dundee Courier zitiert, als er die Suffragetten als „eine Bande dummer, neurotischer, hysterischer Frauen“ bezeichnete. Corbett und die anderen Frauen wurden verhaftet, inhaftiert und traten in den Hungerstreik, die beiden Männer wurden jedoch ohne Anklage freigelassen.
Der Governor von Dundee, James Crowe, beriet sich mit dem Amtsarzt und beschloss, der Empfehlung der Gefängnisleitung, die weiblichen Gefangenen zwangszuernähren, nicht zu folgen. Aus der offiziellen Korrespondenz zwischen ihnen und den in Edinburgh ansässigen Gefängniskommissaren sowie dem Innenministerium in London geht hervor, dass sie die psychische und körperliche Verfassung der einzelnen Inhaftierten abschätzten, bevor sie eine Entscheidung trafen, und dass sie es „aufgrund der örtlichen Gegebenheiten“ für unwahrscheinlich hielten, dass sie „mehr als eine oder zwei Krankenschwestern“ zur Unterstützung bekommen könnten. Corbett wurde als für ihr Alter angegriffen beschrieben, „mit schnellem Puls und Herzklopfen bei Bewegung“. Diese Behandlung durch die örtlichen Gefängnisbehörden unterschied sich von der in englischen Gefängnissen, und die Presse und der Staatssekretär für Schottland mischten sich in die Debatte über diesen Punkt ein. Als Corbett und die anderen entlassen wurden, wurden sie von Flora McKinnon Drummond und anderen am Gefängnistor empfangen.
Corbett ist in der sogenannten Roll of Honour of Suffragette Prisoners der Suffragette Fellowship aufgeführt.
Corbett starb 1950 in Surrey.